# کوانتش (پردازش سیگنال)

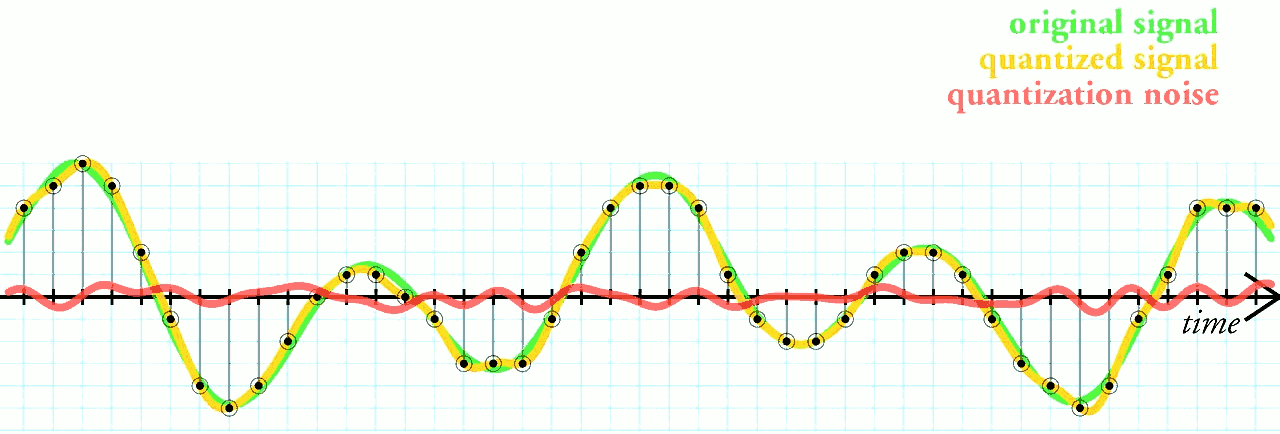
ساده‌ترین روش برای کوانتیدن سیگنال انتخاب مقدار دامنهٔ دیجیتال نزدیک به دامنهٔ سیگنال آنالوگ اصلی است. در این مثال سیگنال آنالوگ اصلی (سبز)، سیگنال کوانتیده (نقطه‌های سیاه)، سیگنال بازسازی شده از سیگنال کوانتیده (زرد) و تفاوت بین سیگنال اصلی و سیگنال بازسازی شده (قرمز) نشان‌داده شده‌است. تفاوت بین سیگنال اصلی و سیگنال بازسازی شده خطای کوانتش است و در این طرح کونتش یک تابع تعینی از سیگنال ورودی است.

کوانتش، در پردازش دیجیتالی سیگنال و نیز در ریاضیات؛ (انگلیسی: Quantization)، فرایند نگاشت مقدارهای ورودی از یک مجموعهٔ بزرگ (و اغلب یک مجموعهٔ پیوسته) به مقدارهای خروجی در یک مجموعهٔ (شمارا) کوچکتر، اغلب با تعداد اعضای متنهاهی است. گردکردن و برش نمونه‌های بارز فرایندهای کوانتش هستند. کوانتش تقریباً در همهٔ پردازش سیگنال‌های دیجیتال دخیل است، زیرا فرایند نمایش سیگنال به شکل دیجیتالی معمولاً شامل گردکردن است. کوانتش همچنین هستهٔ اصلی همهٔ الگوریتم‌های فشرده‌سازی بااتلاف را تشکیل می‌دهد.
تفاوت بین یک مقدار ورودی و مقدار کوانتیده آن (مانند خطای گردکردن)، خطای کوانتش گفته می‌شود. یک دستگاه یا تابع الگوریتمی که کوانتش را انجام می‌دهد، یک کوانتومنده نامیده می‌شود. مبدل آنالوگ به دیجیتال نمونه‌ای از کوانتومنده است.